# Cresco (Iowa)
Pour les articles homonymes, voir Cresco.
La ville américaine de Cresco est le siège du comté de Howard, dans l’Iowa. La population de la ville s'élevait à 3 905 habitants lors du recensement de 2000.

## Personnalités nées à Cresco
- Norman Borlaug, agronome et Prix Nobel de la paix.
- Charles R. Bowers, acteur et créateur de dessins animés.
- Ellen Church, infirmière à Cresco, fut la première hôtesse de l'air de l'histoire de l'aviation. L'aéroport de Cresco (code AITA : CJJ) lui rend hommage en portant son nom (Ellen Church Field).

## Source
- (en) Cet article est partiellement ou en totalité issu de l’article de Wikipédia en anglais intitulé « Cresco, Iowa » (voir la liste des auteurs).